# ماري ويلسون (موسيقية)
ماري ويلسون (بالإنجليزية: Mary Wilson)‏ هي موسيقية ومغنية أمريكية، ولدت في 6 مارس 1944 في غرينفيل في الولايات المتحدة.

## وصلات خارجية
- الموقع الرسمي
- ماري ويلسون على موقع IMDb (الإنجليزية)
- ماري ويلسون على موقع الموسوعة البريطانية (الإنجليزية)
- ماري ويلسون على موقع ألو سيني (الفرنسية)
- ماري ويلسون على موقع ميوزك برينز (الإنجليزية)
- ماري ويلسون على موقع أول موفي (الإنجليزية)
- ماري ويلسون على موقع قاعدة بيانات برودواي على الإنترنت (الإنجليزية)
- ماري ويلسون على موقع قاعدة بيانات الأفلام السويدية (السويدية)
- ماري ويلسون على موقع إن إن دي بي (الإنجليزية)
- ماري ويلسون على موقع أول ميوزيك (الإنجليزية)
- ماري ويلسون على موقع ديسكوغز (الإنجليزية)